# Just z Canterbury
Justus (zm. 10 listopada 627) – biskup Rochester od 604 do 624, arcybiskup Canterbury od 624 roku.
W 601 roku został wysłany przez papieża Grzegorza I Wielkiego na Wyspy Brytyjskie w charakterze misjonarza. W 604 roku arcybiskup Augustyn z Canterbury osadził go jako biskupa Rochester. W 616 roku, za panowania Eadbalda z Kentu, opuścił Wyspy Brytyjskie i udał się do Galii, skąd powrócił po nawróceniu się anglosaskiego władcy.
W 624 roku, po śmierci Mellita został arcybiskupem Canterbury.
Wspomnienie Justusa obchodzi się 10 listopada.